# Rhabdoblatta inclarata
Rhabdoblatta inclarata är en kackerlacksart som först beskrevs av Walker, F. 1868.  Rhabdoblatta inclarata ingår i släktet Rhabdoblatta och familjen jättekackerlackor. Inga underarter finns listade i Catalogue of Life.